# Fide distrikt
Fide distrikt är ett distrikt i Gotlands kommun och Gotlands län. 
Distriktet ligger på sydligaste delen av Gotland.

## Tidigare administrativ tillhörighet
Distriktet inrättades 2016 och utgörs av socknen Fide.
Området motsvarar den omfattning Fide församling hade vid årsskiftet 1999/2000.